# Elcaset

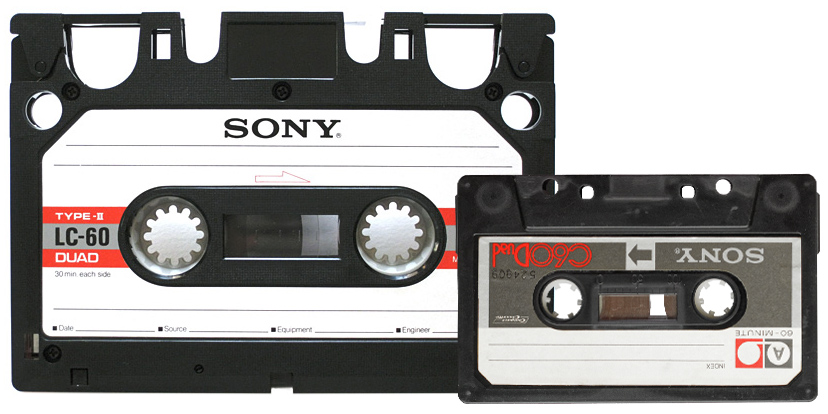
Storleksjämförelse mellan en elcaset (vänster) och en vanlig kompaktkassett (höger)

Elcaset (troligen efter L-cassette eller large cassette) är ett analogt, magnetiskt lagringsmedium för ljud. Formatet skapades 1976 av Sony men fanns endast under en kort period på marknaden. 
Formatet riktade sig till vanliga konsumenter och var tänkt att motsvara det högkvalitativa ljudet hos rullband. Därför var magnetbandet inneslutet i en kassett. Elcasets magnetband var en kvarts tum brett mot kompaktkassettens åttondels tum. Dessutom spelades det upp i högre hastighet vilket gjorde att magnetbandet behövde vara längre. Detta gjorde att Elcasets ljudåtergivning hade högre kvalitet, men kassetten var samtidigt större än kompaktkassetten.
Elcaset sålde dåligt eftersom det endast lockade ett fåtal ljudentusiaster. Systemet övergavs 1980 och resterande elcasetenheter såldes av i Finland.